# Neocollyris orichalcina
Neocollyris orichalcina es una especie de escarabajo del género Neocollyris. Fue descrita científicamente por W. Horn en 1896.
Se distribuye por Laos, en la provincia de Xiangkhoang. Mide aproximadamente 16 milímetros de longitud.